# Universidad de Gales
La Universidad de Gales (en galés Prifysgol Cymru; en inglés The University of Wales) es una universidad federal fundada en Gales en 1893. Tiene instituciones en muchos lugares de ese país.

## Organización
Los miembros de la universidad se organizan en las siguientes categorías:

### Instituciones miembros
- Universidad de Gales, Bangor
- Universidad de Gales, Newport
- Universidad de Gales Instituto, Cardiff (UWIC)
- Universidad de Gales, Lampeter
- Universidad de Gales, Swansea

### Instituciones elegidas como miembros
- Instituto de Educación Superior del Nordeste de Gales (NEWI)
- Real Escuela de Música y Drama de Gales
- Instituto de Educación Superior de Swansea
- Escuela Trinidad, Carmarthen

Estas instituciones fueron admitidas en julio del 2004, y se hallan en una etapa de transición.

## Instituciones afiliadas a la Universidad de Gales
- La Universidad de Cardiff se separó de la Universidad de Gales en agosto del 2004, pero sigue siendo una institución afiliada a la Federación.
- El CESTE, autorizado por  la Universidad de Gales para otorgar títulos universitarios desde 1994, otorga cinco grados universitarios (2 licenciaturas y 3 maestrías), autorizados a su vez por el Gobierno de Aragón.
- El CEADE se convirtió en 1995 en un centro vinculado a la Universidad de Gales, y adaptó así sus estudios a títulos universitarios del ámbito europeo.
- FORMATIC BARNA. Escuela Superior de Relaciones Públicas y Mercadotecnia en Barcelona.
- CENTRO SAN LUIS. Escuela Superior de Computación y Marketing Bilbao.
- CESMAS MARCELO SPÍNOLA. Centro de Estudios Superiores. Carrera Superior en Gestión del Medio Ambiente. Licenciatura Británica de 4 años de duración validada por la Universidad de Gales.